# Авиационная армия особого назначения-2
Армия особого назначения — 2 (АОН-2) — объединение (армия) РККА Вооружённых сил СССР. Сформирована 15 марта 1937 года из авиационных частей Особой Краснознамённой Дальневосточной армии (ОКДВА). Первоначально дислоцировалась на аэродромах в районе Хабаровска.

## История
Состав, организация, дислокация армии особого назначения — 2 от 20 октября 1939 года:
- Численность армии особого назначения — 2 (АОН-2) всего — 4933 человек[2]
- Управление армии особого назначения — 2 — сформировано по штату 2/824-А[2]
- Воронеж
  - 64-я АВБР (64-я авиационная бригада?) — управление сформировано по штату 15/865-Б, численностью 35 человек[2]
    - 7-й ДБАП (7-й дальнебомбардировочный авиационный полк?) — управление сформировано по штату 15/828-Б, численностью 40 человек[2]
      - 5 эскадрилий — сформировано по штату 15/807-Б, численностью 570 человек[2]

    - 42-й дальнебомбардировочный авиационный полк — управление сформировано по штату 15/828-Б, численностью 40 человек[2][3]
      - 5 эскадрилий — сформировано по штату 15/807-Б, численностью 570 человек[2]
      - химвзвод — сформирован по штату 15/893, численностью 40 человек[2]

  - 112-я авиабаза — сформировано по штату 15/821-Б, численностью 1001 человек[2]
  - Школа младших специалистов — сформировано по штату 20/970-А, численностью 346 человек[2]
- Курск
  - 30-я АВБР (30-я авиационная бригада?) — управление сформировано по штату 15/865-А, численностью 39 человек[2]
    - 51-й сбап (51-й скоростной бомбардировочный авиационный полк?) — управление сформировано по штату 15/828-Б, численностью 40 человек[2]
      - 5 эскадрилий — сформировано по штату 15/807-В, численностью 570 человек[2]

  - 115-я авиабаза — сформировано по штату 15/819-Б, численностью 486 человек[2]
  - 137-я комендатура аэродрома — сформировано по штату 15/819-Г, численностью 22 человека[2]
  - Стационарная кислородная станция — сформировано по штату 29/970, численностью 16 человек[2]
- Орёл
  -     - 45-й сбап (45-й скоростной бомбардировочный авиационный полк?) — управление сформировано по штату 15/828-Б, численностью 40 человек[2]
      - 5 эскадрилий — сформировано по штату 15/807-В, численностью 570 человек[2]

  - 141-я авиабаза — сформировано по штату 15/819-Б, численностью 486 человек[2]
  - 137-я комендатура аэродрома — сформировано по штату 15/819-Г, численностью 22 человека[2]

## Боевой путь
5 ноября 1940 года, вскоре после войны с Финляндией, АОН были упразднены как не оправдавшие себя в боевой обстановке. Три воздушные армии особого назначения (АОН-1, АОН-2, АОН-3) были преобразованы в дальнебомбардировочную авиацию Главного командования Советской Армии.

## Подчинение
Подчинялись АОН непосредственно Главному Командованию.

## Командный состав

### Командующие армией
- комкор Ф. А. Ингаунис
- комдив И. И. Проскуров
- комбриг С. П. Денисов
- комкор П. С. Шелухин

## Состав
Вначале штатная структура и состав АОН были неодинаковыми.
В апреле 1937 года была установлена единая организация, которая включала:
- две тяжелобомбардировочные авиабригады
- одна легкобомбардировочная авиабригада
- одна истребительная авиабригада.